# DJ Krush
Ishi Hideaki (石 英明 Ishi Hideaki, sinh ngày 29 tháng 7 năm 1962), thường được biết đến với nghệ danh DJ Krush, là một nhà sản xuất thu âm và DJ. Ông được biết tới với phong cách âm nhạc không lời mang tính atmospheric, mà trong đó kết hợp các yếu tố âm thanh từ thiên nhiên và sử dụng một cách rộng rãi các mẫu sample của jazz và soul.

## Niên thiếu
Ishi sinh tại Tokyo năm 1962. Ông bỏ học ở trường khi còn trẻ và gia nhập một băng Đảng xã hội đen địa phương, và gia nhập yakuza một vài năm sau. Thời điểm đầu khi là thuộc hạ của yakuza, Ishi phát hiện ra một ngón tay bị cắt đứt được bọc trong giấy trên bàn. Sau này, khi phát hiện ra ngón tay này là của người bạn của mình, ông quyết định rời bỏ yakuza và cắt đứt quan hệ với thế giới tội phạm. Ishi được lấy cảm hứng để bắt đầu sự nghiệp DJ sau khi xem bộ phim Wild Style vào năm 1983.

## Sự nghiệp
Ngoài việc được coi là một trong những người tiên phong của nền âm nhạc hip hop Nhật Bản, Ishi đã khẳng định mình là một trong những nghệ sĩ và nhà sản xuất được tôn trọng nhất trong ngành công nghiệp hip hop, cả ở Nhật Bản và nước ngoài. Khi bước vào ngành công nghiệp, Ishi, với nhịp beat mang phong cách trải nghiệm và âm nhạc không lời của mình, đã thay đổi bộ mặt của nền âm nhạc hip-hop vào thời điểm đó khi nó bị thống trị bởi nền nhạc rap của Mỹ. Ông không ưa thích việc xác định âm nhạc của mình vào bất kì thể loại đặc biệt nào, vì nó sẽ tạo ra giới hạn cho người nghe âm nhạc của ông và cho tài năng của bản thân ông. Âm nhạc của Ishi gần với các thể loại ambient, trip hop, một vài sự kết hợp của cả hai, và hip hop. DJ Krush ưa thích việc thực hiện một khoảng cách về ý thức hệ từ các thể loại mà ông kết hợp, trong khi duy trì một sự đánh giá lành mạnh cho tất cả các hình thức và phong cách âm nhạc.

## Danh sách đĩa hát

### Album
- Krush (1994)
- Strictly Turntablized (1994)
- Meiso (1995)
- Ki-Oku (1996) (với Toshinori Kondo)
- MiLight (1997)
- Ga (1999) (với DJ Hide và DJ Sak, với tên gọi Ryu)
- Kakusei (1999)
- Zen (2001)
- The Message at the Depth (2002)
- Jaku (2004)
- Butterfly Effect (2015)

### EP
- Bad Brothers (1994) (với Ronny Jordan)
- The DJ Krush EP (1995)
- Code 1255 (1999) (với Gravity)

### Đĩa đơn
- "Lost and Found"/"Kemuri"(B-side) (1994) với DJ Shadow)
- "A Whim"/"89.9 Megamix"(B-side) (1995) (với DJ Shadow)
- "Big City Lover"(1995)
- "Dig This Vibe"(1995) (với Roni Size)
- "Meiso"(1995)
- "Headz 2 Sampler"(1996) (với Zimbabwe Legit)
- "Only the Strong Survive"(1996)
- "Milight"(1997)
- "Selektions"(1997)
- "Final Home"(1999)
- "Tragicomic"(2000) (với Aco và Twigy)
- "Never Too Soon"(1999) (với DJ Hide và DJ Sak, với tên gọi Ryu)
- "Rhythm Asobi"(2000) (với DJ Hide và DJ Sak, với tên gọi Ryu)
- "Supreme Team"/"Alepheuo"(B-side) (2003)
- "Koufu no Tsubasa: Breathe of Wings"(2011)
- "Kuon: Far and Away"(2011)
- "Shuya no Chiheisen: Sleepless Horizon"(2011)
- "Kagi no Te: Phasic Swing"(2011)
- "Kouro: Optical Path"(2012)
- "Kuroi Ame: Black Rain"(2012)
- "Aoi Ame: Green Rain"(2012)
- "Genun: Passage of Time"(2012)
- "Kyofu: Conflicts"(2012)
- "Yushin: Brave Heart"(2012)

### Mixtape
- Holonic-The Self Megamix (1997)
- Code 4109 (2000)

### Album tổng hợp
- Cold Krush Cuts (1997) (với DJ Food và Coldcut)
- Reload: The Remix Collection (2001)
- Stepping Stones: The Self Remixed Best: Lyricism (2006)
- Stepping Stones: The Self Remixed Best: Soundscapes (2006)
- OuMuPo 6 (2007)

### DVD
- History of DJ Krush (2007)

### Nghệ sĩ khách mời
- Monday Michiru -"Cruel 2 Be Kind"từDouble Image (1998)
- Luna Sea -"Sweetest Coma Again"và"Kiss"từ Lunacy (2000)
- Ryuichi Sakamoto -"Zero Landmine"từ Zero Landmine (2001)
- Yasushi Ide -"Black Night"(2006)

### Remix
- Naniwa Man -"L.O.V.E. '95"(1995)
- k.d. lang -"Sexuality"(1995)
- DJ Vadim -"Variations in Hoa KỳS.R."từ Hoa KỳS.R. Reconstruction: Theories Explained (1997)
- Miki Nakatani -"Wilder than Heaven"từ Vague (1997)
- Inoran -"Rat Race"từ Sou (1997)
- Sugizo -"Eternity in Luna"từ Replicant Truth? (1997)
- Boom Boom Satellites -"On the Painted Desert"từ On The Painted Desert - Rampant Colors (1999)
- Aco -"Aishu to Ballad"từ The Other Side of Absolute Ego (2000)
- Dragon Ash -"Deep Impact"(2000)
- Boredoms - Rebore, vol. 3 (2001)
- Tetsuya Komuro -"Blue Fantasy Remix"(2002)

### Trong các album tổng hợp khác
- "Only the Strong Survive"và"A Whim"trong The Story of Mo'Wax (1995)
- "Shin-Ki-Row"trong Altered Beats: Assassin Knowledges of the Remanipulated (1996)
- "Ryu-Ki"trong Offbeat: A Red Hot Soundtrip (1996)